# Ranya Paasonen
Ranya Paasonen, geborene El-Ramly (* 9. Januar 1974 in Chennai, Indien) ist eine finnische Schriftstellerin.

## Leben
Ranya Paasonen ist die Tochter eines Ägypters und einer Finnin. Sie wurden in der indischen Metropole Chennai geboren. Sie wuchs in Ägypten, Indien, Tschad, Saudi-Arabien und Libyen auf. Seit 1987 lebt sie in Helsinki. Nach dem Schulabschluss begann sie ein Studium Semitischer Sprachen an der Universität Helsinki, was sie 1995 erfolgreich mit einem Master abschloss.
Mit Auringon asema debütierte Paasonen 2002 als Schriftstellerin. Der autobiographisch inspirierte Roman erzählt die Liebesgeschichte eines Ägypters und einer Finnin, die sich während einer Zugfahrt von Luxor nach Assuan kennenlernen. Sie basiert lose auf den Ereignissen der Jugend ihrer Eltern. Das Buch wurde von der finnischen Literaturkritik gut aufgenommen und 2002 mit dem Kalevi-Jäntti-Preis sowie 2003 mit dem Runeberg-Preis und der Danke-für-das-Buch-Medaille ausgezeichnet. Das Buch wurde in mehrere Sprachen übersetzt, darunter Norwegisch, Lettisch, Polnisch und Schwedisch. In deutscher Sprache erschien das Buch nach einer Übersetzung von Stefan Moster 2004 beim Deutschen Taschenbuch Verlag unter dem Titel Der Stand der Sonne.
Ranya Paasonen ist mit der finnischen Dichter Markku Paasonen verheiratet. Beide leben in Helsinki.

## Werke (Auswahl)
- Auringon asema (2002)
  - Der Stand der Sonne, München 2004, Deutscher Taschenbuch Verlag, ISBN 3-423-24398-8

## Auszeichnungen (Auswahl)
- Kalevi-Jäntti-Preis 2002 für „Kätilö“
- Runeberg-Preis 2003 für „Kätilö“
- Danke-für-das-Buch-Medaille 2003 für „Kätilö“